# Egipto en los Juegos Olímpicos de Tokio 1964
Egipto, bajo el nombre de República Árabe Unida, estuvo representado en los Juegos Olímpicos de Tokio 1964 por un total de 73 deportistas masculinos que compitieron en 9 deportes.
El equipo olímpico egipcio no obtuvo ninguna medalla en estos Juegos.